# 郑月明
郑月明（1967年4月—），湖北鄂州人，汉族，中国共产党党员。中华人民共和国政治人物、第十三届全国人民代表大会山东省代表。

## 生平
2018年，郑月明被选为山东省出席第十三届全国人民代表大会代表。